# Khủng bố trắng (Đài Loan)
Khủng bố Trắng ở Đài Loan (tiếng Trung: 白色恐怖; bính âm: báisè kǒngbù) là việc đàn áp các nhà bất đồng ý kiến tiếp theo sau sự kiện ngày 28 tháng 2 của Chính phủ Trung Hoa Dân Quốc ở tại đảo Đài Loan.
Thời kỳ thiết quân luật ở Đài Loan kéo dài 38 năm và 57 ngày từ 19 tháng 5 năm 1949 đến 15 tháng 7 năm 1987. Thời kỳ thiết quân luật này của Đài Loan là thời kỳ thiết quân luật lâu nhất trên thế giới vào thời điểm nó được dỡ bỏ, nhưng đã bị vượt qua bởi thiết quân luật ở Syria của nhà cầm quyền đương thời dài hơn nửa thế kỷ, kéo dài từ năm 1963.

## Lịch sử
Thuật ngữ "Khủng bố Trắng" theo nghĩa rộng nhất của nó đề cập đến toàn bộ giai đoạn từ 1947 đến 1987. Khoảng 140.000 người Đài Loan đã bị cầm tù trong thời gian này, trong đó có khoảng 3.000 đến 4.000 người bị xử tử vì sự chống đối thực sự hoặc được cảm nhận của họ đối với chính phủ Kuomintang (Trung Quốc Quốc dân Đảng) do Tưởng Giới Thạch lãnh đạo. Tuy nhiên, hầu hết các vụ truy tố thực tế diễn ra vào năm 1950-1953. Phần lớn những người bị truy tố đã bị cho là "Bọn côn đồ gián điệp" (匪諜), có nghĩa là gián điệp cho Trung Quốc Đại Lục, và bị trừng phạt.
Trung Quốc Quốc dân Đảng đã bỏ tù hầu hết giới tinh hoa và trí thức xã hội của Đài Loan vì sợ rằng họ có thể chống lại sự cai trị của Quốc dân Đảng hoặc có thiện cảm với chủ nghĩa cộng sản. Ví dụ, Liên đoàn Formosa Tái giải phóng là một nhóm độc lập của Đài Loan được thành lập vào năm 1947 mà Quốc dân đảng tin rằng bị cộng sản kiểm soát dẫn đến việc các thành viên của nó bị bắt vào năm 1950. Người Formosa Toàn cầu Thống nhất vì Độc lập cũng đã bị đàn áp vì những lý do tương tự. Tuy nhiên, các vụ truy tố khác không có lý do rõ ràng như vậy; vào năm 1968, Bá Dương đã bị cầm tù vì lựa chọn từ ngữ trong việc dịch một truyện tranh Popeye. Một số lớn các nạn nhân khác của Khủng bố Trắng là người Trung Quốc đại lục, nhiều người trong số họ đã dược di tản đến Đài Loan nhờ Quốc dân Đảng. Thông thường, sau khi đơn lẻ tới Đài Loan, những người tị nạn đến Đài Loan này được coi là nên bị phế thải hơn so với người Đài Loan địa phương. Nhiều người Trung Quốc đại lục sống sót sau cuộc Khủng bố Trắng ở Đài Loan, như Bá Dương và Li Ao, đã chuyển sang thúc đẩy dân chủ hóa Đài Loan và cải cách Quốc dân đảng. Vào năm 1969, tổng thống tương lai Lý Đăng Huy đã bị cơ quan mật vụ Đài Loan bắt giữ và thẩm vấn trong hơn một tuần, tra khảo về "các hoạt động cộng sản" của ông và đã nói với ông rằng "giết ông vào lúc này cũng dễ như nghiền nát một con kiến đến chết." Ba năm sau, ông được mời tham gia nội các của Tưởng Kinh Quốc.
Nỗi sợ hãi khi thảo luận về Khủng bố Trắng và Sự cố ngày 28 tháng 2 giảm dần khi Thiết quân luật được dỡ bỏ vào năm 1987, đỉnh điểm là việc thành lập một đài tưởng niệm công cộng chính thức và một lời xin lỗi của Tổng thống Lý Đăng Huy vào năm 1995. Năm 2008, Tổng thống Mã Anh Cửu phát biểu tại lễ tưởng niệm Khủng bố Trắng ở Đài Bắc. Ma đã thay mặt chính phủ xin lỗi các nạn nhân và các thân nhân của họ, đồng thời bày tỏ hy vọng rằng Đài Loan sẽ không bao giờ trải nghiệm lại một thảm kịch tương tự.

## Di sản
Kể từ khi dỡ bỏ đạo luật vào năm 1987, chính phủ đã thành lập Quỹ tưởng niệm sự cố 228, một quỹ bồi thường dân sự được hỗ trợ bởi các khoản đóng góp công cộng cho các nạn nhân và gia đình họ.

### Phim ảnh
A City of Sadness của Hầu Hiếu Hiền, bộ phim đầu tiên đề cập đến các sự kiện, đã đoạt được giải Sư tử vàng tại Liên hoan phim Venezia năm 1989. Bộ phim trinh thám Formosa Betrayed năm 2009 cũng liên quan đến vụ việc này như một phần động lực đằng sau các nhân vật hoạt động đòi độc lập cho Đài Loan.

### Văn chương
Cuốn tiểu thuyết The Third Son của người Mỹ gốc Đài Loan, Julie Wu, mô tả sự kiện và hậu quả của nó theo quan điểm của một cậu bé Đài Loan. Trong cuốn tiểu thuyết năm 2013 của mình, The 228 Legacy, tác giả Jennifer J. Chow mang ra ánh sáng những hậu quả cảm xúc cho những người sống qua các sự kiện nhưng đã đè nén nhận thức của họ vì sợ hãi. Nó tập trung vào tác động mà đã lan qua nhiều thế hệ trong cùng một gia đình xảy ra như thế nào.
Tiểu thuyết của Shawna Yang Ryan, GREEN ISLAND (2016)  kể câu chuyện về một vụ việc ảnh hưởng đến ba thế hệ của một gia đình Đài Loan.

### Các trò chơi
Vào năm 2017, nhà phát triển trò chơi Đài Loan Red Candle Games đã ra mắt Detention, một trò chơi video kinh dị tranh đấu để sống còn được Steam tạo ra và phát triển. Nó là một side-scroller kinh dị 2D lấy bối cảnh Đài Loan những năm 1960 trong tình trạng thiết quân luật sau sự cố 228. Trò chơi cũng kết hợp các yếu tố tôn giáo dựa trên văn hóa và thần thoại Đài Loan. Trò chơi đã được các nhà phê bình đánh giá thuận lợi. Rely On Horror đã cho trò chơi điểm 9/10, nói rằng "mọi khía cạnh của Detention đều di chuyển trong một bước đi hài hòa hướng tới một bi kịch không thể tránh khỏi, làm quên đi thế giới xung quanh bạn." 

## Đài tưởng niệm
- Công viên tưởng niệm hòa bình 228
- Công viên văn hóa nhân quyền đảo Xanh
- Công viên văn hóa và tưởng niệm nhân quyền Jing-Mei
- Nhà trà Tianma